# Konungens kabinett för den utrikes brevväxlingen
Konungens kabinett för den utrikes brevväxlingen instiftades 1791 av Gustav III och är föregångaren till det moderna Utrikesdepartementet. Tidigare hade relationerna med utländska regenter hanterats inom kungens kansli, sedan 1713 genom dess utrikesexpedition. Utrikesexpeditionen fortsatte att existera till 1809, då det ersattes av Kabinettet.
Gustav III genomförde stora omorganisationer av statsförvaltningen, och skapade bland annat denna nya avdelning inom kansliet för utrikesfrågor, med en kabinettssekreterare som chef. Dess officiella namn var Konungens kabinett för den utrikes brevväxlingen. I och med departementsreformen 1840 bytte kabinettet namn till Utrikesdepartementet.